# Kapitałochłonność
Kapitałochłonność – to ilość kapitału (np. środków trwałych) w relacji do innych czynników produkcji (np. pracy), niezbędna do osiągnięcia określonego poziomu produkcji. Termin ten może być używany w odniesieniu do produkcji w pojedynczym przedsiębiorstwie, całym sektorze, branży, czy też w odniesieniu do danej gospodarki narodowej.  
Miarą kapitałochłonności może być stosunek ilości zaangażowanego kapitału do pracy (np. ilość lub wartość maszyn przypadających na jednego pracownika w danej firmie).